# Остащенко Сергій Михайлович
Остащенко Сергій Михайлович (рос. Сергей Михайлович Остащенко; 25 вересня 1924 — 22 листопада 2012, Харків) — радянський військовик, учасник німецько-радянської війни, Герой Радянського Союзу (1943).

## Життєпис
Народився 25.09.1924 р. в с. Бєловське Бєлгородської області. Після закінчення школи працював у колгоспі. В Радянській Армії з 1943 року.
Навідник гармати винищувально-протитанкового полку 7-ї гвардійської армії молодший сержант С. М. Остащенко першим переправився через Дніпро і вогнем своєї гармати підтримав дії піхоти по захопленню с. Бородаєвка Дніпропетровської області.
02.10.1943 р. він особисто підбив 3 танки.
26.10.1943 р. йому було присвоєно звання Героя Радянського Союзу.
В 1944 р. закінчив артилерійське училище. Після війни продовжив службу в армії. В 1962 р. закінчив Воєнну артилерійську академію.
З 1977 р. полковник Остащенко — в запасі. Працював в Харківському інституті механізації та електрифікації сільського господарства.
Голова Харківського обласного комітету ветеранів Великої Вітчизняної війни.

## Нагороди та відзнаки
- орден Леніна
- орден Великої Вітчизняної війни I ступеня
- орден Червоної Зірки
- медалі
- Почесний громадянин Харківської області (2007)[1]